# Eutelia albocristata
Eutelia albocristata är en fjärilsart som beskrevs av Breyer 1931. Eutelia albocristata ingår i släktet Eutelia och familjen nattflyn. Inga underarter finns listade i Catalogue of Life.